# Rhizoecus ovoides
Rhizoecus ovoides är en insektsart som först beskrevs av Goux 1943.  Rhizoecus ovoides ingår i släktet Rhizoecus och familjen ullsköldlöss.
Artens utbredningsområde är Frankrike. Inga underarter finns listade i Catalogue of Life.